# Antonio Valero (actor)
Antonio Vicente Valero Osma más conocido como Antonio Valero (Burjasot, Valencia, 24 de agosto de 1955) es un actor de cine, teatro y televisión español. Es conocido por interpretar a Alfonso en Médico de familia, Hipólito Roldán en Amar en tiempos revueltos - ¿Quién mató a Hipólito Roldán? y Tomas Saldado en Servir y proteger.

## Biografía
Tras estudiar en un internado se instala en Londres para estudiar Arte Dramático y en esa ciudad lleva a cabo los trabajos más variados, como electricista o pintor. 
A su regreso a España, se integra en la Compañía de Teatro Els Joglars hasta 1981. En ese momento se traslada a Nueva York para completar sus estudios de interpretación.
De nuevo en España, trabaja en teatro hasta debutar en la gran pantalla con La mitad del cielo (Manuel Gutiérrez Aragón, 1986), junto a Ángela Molina y Fernando Fernán Gómez. Desde entonces ha compaginado los tres medios: teatro, cine y televisión.
Así, ha aparecido en muchas películas entre las que destacan títulos como El abuelo (1998), de José Luis Garci, Punto de mira (2000) o Los Borgia (2006), de Antonio Hernández.
Para televisión, intervino, entre otras, en las series La forja de un rebelde (1990), Médico de familia (1997-1999), Cuéntame como pasó (2002-2003), El pantano (2003) y Amar en tiempos revueltos (2007-2008).
En teatro ha interpretado Gabinete Libermann (1984), La marquesa Rosalinda (1988), de Valle-Inclán, La doble inconstancia (1993), de Miguel Narros, 5 hombres.com (2000), Defensa de dama (2002) y Electra (2010), de Benito Pérez Galdós.
Como curiosidad, la estrella del porno español Nacho Vidal confiesa tener un sueño: recuperar la antigua casa de su familia, en Enguera (Valencia), hoy propiedad de Valero.

## Premios
En 1985 fue galardonado con el premio de interpretación de la Asociación de Espectadores de Alicante por la obra Gabinete Libermann (1984).
En 1995 fue recompensado por el Festival de Cine de Alfaz del Pi por el cortometraje El hombre nervioso (1993), de Jaime Llorente. Por ese mismo papel ganó también varios premios de varios festivales, destacando el de Alcalá de Henares y el de Elche, por el que ganó también el premio de interpretación por Amor de madre (1996), un cortometraje de David Martínez.
En 1998 fue nominado al Premio Goya al mejor actor de reparto por El color de las nubes (1997), de Mario Camus, mientras que su participación en la miniserie La forja de un rebelde (1990) le valió una candidatura a los Fotogramas de Plata al mejor actor de televisión. Volvió a estar nominado a los Fotogramas de Plata, esta vez en la categoría de mejor actor de teatro por la obra Defensa de dama (2002).

## Filmografía
- La mitad del cielo (1986)
- Adiós pequeña (1986)
- El amor de ahora (1987)
- El Lute: camina o revienta (1987)
- El juego más divertido (1987)
- Atlantic rendezvous (1989)
- episodios 3..6/6, Arturo Barea (1990).
- Cómo levantar 1000 kilos (1991)
- Escrito en las estrellas (1991)
- Después del sueño (1992)
- Intruso (1993)
- Amor propio (1994)
- Bufones y reyes (1994)
- El beso partido (1994)
- Las cosas del querer 2 (1995)
- Un asunto privado (1995)
- Adosados (1996)
- El color de las nubes (1997)
- La vuelta de El Coyote (1998)
- El abuelo (1998)
- Mon père, ma mère, mes frères et mes soeurs (1999)
- Lista de espera (2000)
- Punto de mira (2000)
- Sagitario (2001)
- Aunque estés lejos (2003)
- Parte de lo que me debes (2004)
- Cuadrilátero (2004)
- Implicación (2004)
- Matando al gato (2006)
- Los Borgia (2006)
- La vida abismal (2007)
- El prado de las estrellas (2007)
- Amar (2017)
- Vivir dos veces (2019)

### Series de televisión
| Año         | Título                                | Personaje                 | Cadena    | Notas         |
| ----------- | ------------------------------------- | ------------------------- | --------- | ------------- |
| 1990        | La forja de un rebelde                | Arturo Barea              | La 1      | 4 episodios   |
| 1990        | El obispo leproso                     |                           | La 1      | 2 episodios   |
| 1991        | El C.I.D.                             | José                      | ITV       | 1 episodio    |
| 1992        | Las aventuras del joven Indiana Jones | Julio Cárdenas            | ABC       | 1 episodio    |
| 1997 - 1999 | Médico de familia                     | Alfonso Martín            | Telecinco | 56 episodios  |
| 2000        | Andorra. Entre el torb i la Gestapo   | Francesc Viel             | TV3       | 2 episodios   |
| 2002 - 2003 | Cuéntame cómo pasó                    | Diego Barrios             | La 1      | 16 episodios  |
| 2003        | El pantano                            | Gonzalo                   | Antena 3  | 9 episodios   |
| 2005; 2008  | El comisario                          | Martín / Arturo Cifuentes | Telecinco | 2 episodios   |
| 2006 - 2008 | Amar en tiempos revueltos             | Hipólito Roldán           | La 1      | 281 episodios |
| 2009        | ¿Quién mató a Hipólito Roldán?        | Hipólito Roldán           | La 1      | 2 episodios   |
| 2010        | Tarancón. El quinto mandamiento       | Fernández Miranda         | La 1      | 2 episodios   |
| 2015        | Velvet                                | Felipe Ruiz               | Antena 3  | 1 episodio    |
| 2020        | Las chicas del cable                  | General Romero            | Netflix   | 5 episodios   |
| 2020 - 2021 | Servir y proteger                     | Tomás Salgado             | La 1      | 205 episodios |
| 2021        | The Mallorca Files                    | Xisco Rey                 | BBC One   | 1 episodio    |